# Марради
Марради (итал. Marradi) — коммуна в Италии, располагается в регионе Тоскана, в провинции Флоренция.
Население составляет 3394 человека (2008 г.), плотность населения составляет 22 чел./км². Занимает площадь 154 км². Почтовый индекс — 50034. Телефонный код — 055.
Через город коммуну протекает река Ламоне.
Покровителем населённого пункта считается святой Лаврентий, празднование 10 августа.

## Демография
Динамика населения:

## Администрация коммуны
- Официальный сайт: http://www.comune.marradi.fi.it/